# Typhon Talim (2005)
Pour les articles homonymes, voir Talim.

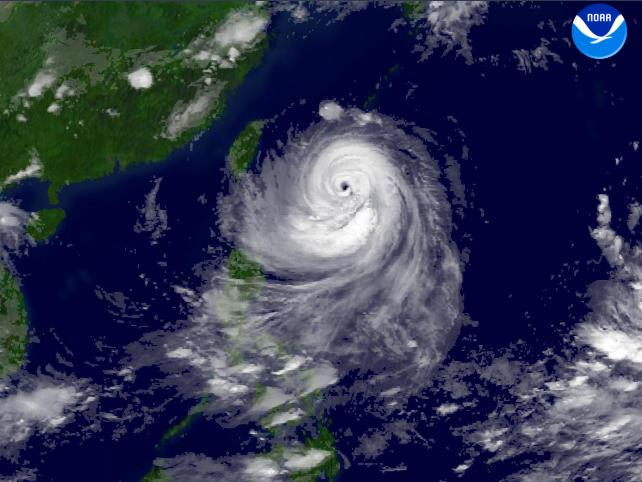
Le typhon Talim le 30 août 2005

Le typhon Talim (泰利 Taili) est un cyclone tropical qui est passé au-dessus de Taïwan dans la nuit du 31 août au 1er septembre 2005, puis au-dessus de la Chine le jour suivant.
Au moins 102 morts et 33 disparus dans les inondations et les effondrements provoqués par le typhon dans l'Est de la Chine.
Le typhon qui provoqua des précipitations torrentielles, des éboulements graves et des coulées de boue dans les provinces orientales du Zhejiang, du Anhui, du Fujian et du Jiangxi ainsi que dans la province centrale du Hubei ont causé des dégâts évalués à 1,5 milliard de dollars.